# Szenimen
Szenimen (snỉ-mn) ókori egyiptomi hivatalnok volt a XVIII. dinasztia idején, Hatsepszut uralkodása alatt; a fáraónő lányának, Nofruré hercegnőnek a nevelője.
Szenimen számos forrásból ismert. Egy sírkúpon több címe is fennmaradt, ezek alapján pályafutása is követhető. A sírkúpon egyik címe „a kap (hárem) gyermeke Nebpehtiré alatt”; a Nebpehtiré a dinasztiaalapító I. Jahmesz uralkodói neve, tehát Szenimen az ő uralkodása alatt nőhetett fel. Három további címét is felsorolja a sírkúp, ezek mind a Nofruré hercegnő nevelőjeként betöltött pozíciójával kapcsolatosak: „az isteni feleség, Nofruré isteni testének tanítója”; „az isteni feleség, Hatsepszut leányának nevelője” és „a király leányának háznagya” – utóbbi azt jelentette, a hercegnő birtokát is igazgatta.
Kinevezésének pontos ideje nem ismert. Nofrurénak két másik nevelőjéről is tudni: Jahmesz Pennehbetről, valamint Szenenmutról, akit Hatsepszut 7. uralkodási évében neveztek ki. Szenimen igen idős lehetett már, amikor Nofruré nevelője lett, így lehetséges, hogy még azelőtt nevezték ki, hogy II. Thotmesz meghalt és Hatsepszut átvette az uralmat.
Családjáról nem sokat tudni. Anyja neve Szenemiah volt. Szeniment korábban Szenenmut testvérének tartották, ezt már nem tartják valószínűnek, de úgy tűnik, rokonságban álltak egymással, mert Szeniment és anyját ábrázolják Szenenmut sírkápolnájában.
Szeniment a thébai TT252 sírba temették. A sír nagyrészt elpusztult. A bejárat fölé szoborcsoportot faragtak a sziklába: Szenimen a földön ül, Nofruréval az ölében, míg egy nő mellettük áll.

## Fordítás
- Ez a szócikk részben vagy egészben  a   Senimen című angol Wikipédia-szócikk ezen változatának fordításán alapul.  Az eredeti cikk szerkesztőit annak laptörténete sorolja fel. Ez a jelzés csupán a megfogalmazás eredetét és a szerzői jogokat jelzi, nem szolgál a cikkben szereplő információk forrásmegjelöléseként.